# Crithagra
Crithagra – rodzaj ptaków z podrodziny łuskaczy (Carduelinae) w rodzinie łuszczakowatych (Fringillidae).

## Występowanie
Rodzaj obejmuje gatunki występujące w Afryce i na Półwyspie Arabskim.

## Morfologia
Długość ciała 10–16 cm, masa ciała 8–35,3 g.

## Systematyka

### Etymologia
- Crithagra: gr. κριθη krithē – jęczmień; γρα agra – polowanie, od αγρεω agreō – polować[6].
- Neospiza: gr. νεος neos – nowy; σπιζα spiza – zięba, od σπιζω spizō – ćwierkać[7]. Gatunek typowy: Amblyospiza concolor Bocage, 1888.

### Podział systematyczny
Takson wyodrębniony ostatnio z Serinus. Do rodzaju należą następujące gatunki:
- Crithagra citrinelloides (Rüppell, 1840) – afrokulczyk maskowy
- Crithagra hyposticta (Reichenow, 1904) – afrokulczyk ciemnolicy
- Crithagra frontalis (Reichenow, 1904) – afrokulczyk diademowy
- Crithagra capistrata Finsch, 1870 – afrokulczyk czarnolicy
- Crithagra koliensis (Grant & Mackworth-Praed, 1952) – afrokulczyk papirusowy
- Crithagra scotops Sundevall, 1850 – afrokulczyk leśny
- Crithagra leucopygia Sundevall, 1850 – afrokulczyk białorzytny
- Crithagra atrogularis (Smith,A, 1836) – afrokulczyk żółtorzytny
- Crithagra reichenowi (Salvadori, 1888) – afrokulczyk etiopski – takson wyodrębniony z C. atrogularis[19][20][21][22]
- Crithagra xanthopygia (Rüppell, 1840) – afrokulczyk blady – takson wyodrębniony z C. atrogularis[19][20][21][23]
- Crithagra rothschildi (Ogilvie-Grant, 1902) – afrokulczyk arabski
- Crithagra flavigula (Salvadori, 1888) – afrokulczyk żółtogardły
- Crithagra xantholaema (Salvadori, 1896) – afrokulczyk obrożny
- Crithagra citrinipectus (Clancey & Lawson, 1960) – afrokulczyk żółtopierśny
- Crithagra mozambica (Statius Muller, 1776) – afrokulczyk mozambijski
- Crithagra donaldsoni (Sharpe, 1895) – afrokulczyk tęgodzioby
- Crithagra buchanani (Heller, 1919) – afrokulczyk sawannowy
- Crithagra flaviventris (J.F. Gmelin, 1789) – afrokulczyk żółtobrzuchy
- Crithagra dorsostriata Reichenow, 1887 – afrokulczyk białobrzuchy
- Crithagra sulphurata (Linnaeus, 1766) – afrokulczyk siarkowy
- Crithagra albogularis Smith,A, 1833 – afrokulczyk białogardły
- Crithagra reichardi (Reichenow, 1882) – afrokulczyk białobrewy
- Crithagra striatipectus (Sharpe, 1891) – afrokulczyk wyżynny
- Crithagra gularis (Smith,A, 1836) – afrokulczyk paskogłowy
- Crithagra canicapilla (Du Bus de Gisignies, 1855) – afrokulczyk brunatny
- Crithagra mennelli (C. Chubb, 1908) – afrokulczyk czarnouchy
- Crithagra tristriata (Rüppell, 1840) – afrokulczyk skromny
- Crithagra ankoberensis (Ash, 1979) – afrokulczyk smugowany
- Crithagra menachensis (Ogilvie-Grant, 1913) – afrokulczyk piaskowy
- Crithagra striolata (Rüppell, 1840) – afrokulczyk kreskowany
- Crithagra burtoni (Gray,GR, 1862) – afrokulczyk grubodzioby
- Crithagra melanochroa (Reichenow, 1900) – afrokulczyk sędziwy – takson wyodrębniony ostatnio z C. burtoni[19][20][16][21][24]
- Crithagra rufobrunnea (Gray,GR, 1862) – afrokulczyk zatokowy
- Crithagra concolor (Barboza du Bocage, 1888) – afrokulczyk olbrzymi
- Crithagra leucoptera Sharpe, 1871 – afrokulczyk płowy
- Crithagra totta (Sparrman, 1786) – afrokulczyk przylądkowy
- Crithagra symonsi (Roberts, 1916) – afrokulczyk natalski